# ヨハネス・テウトニクス
ヨハネス・テウトニクス(Johannes Teutonicus, ?-1245)は13世紀初期のカノン法学者。
ボローニャでローマ法学をアゾに学び、1218年頃までボローニャで活動した。

## 概要
1210年から1218年の間にグラティアヌス教令集の標準注釈を書いた。その後、1218年にボローニャを離れてドイツのハルバ―シュタットに戻り、1220年に学校長、1235年に主席司祭、1241年には司教座聖堂の参事会長、1223年に聖マリア教会の参事会長の地位に就く。

## 活動

### グラティアヌス教令集の標準注釈
第4ラテラン公会議の少し後である1216年に完成した。オリジナリティには欠けるが、半世紀分のカノン法学を包括的にまとめたものとして評価される。教皇の権威、教会と国の関係、枢機卿の役割、司教の権利といった教会構造の幅広い分野に影響を与えた。
なお、バルトロメウス・ブリクシエンシスによって、グレゴリウス9世教皇教令集への言及といくつかの注釈へコメントが付け加えられ、ヨハネスの解説が改訂された。ほぼ全ての法学の学生がヨハネスの注釈を学び、ほとんどすべてのグラティアヌス教令集の写本にその注釈が添付された。中世後期のほとんど全ての法律家、思想家、政論家がヨハネスの標準注釈を引用したといってもよい。　

### その他の注釈
ヨハネスはインノケンティウス3世の公式カノン法コレクションであるCompilatio tertia、インノケンティウスの教令コレクションCompilatio quartaについてコメントを書いた。公会議が終わってから少し経って、彼は第4ラテラン公会議の決議についての解説を完成させた。彼の有名でない作品の中にはTree of consanguinity and affinityとa set of thirty-six Disputed questions of lawへの注釈がある。また、1223から1232年のあいだにハルバ―シュタットで短い鑑定意見を書いた。